# Alphabetschrift
Als alphabetische Schrift oder Buchstabenschrift bezeichnet man eine Schrift, der die Phoneme (Laute) einer Sprache als diskrete Zeicheneinheiten zugrunde liegen. Diese Einheiten – meist handelt es sich um etwa 20 bis 40 verschiedene Zeichen – werden als Buchstaben bezeichnet. Sie haben keine inhaltliche Bedeutung und lassen sich in ihrer Gesamtheit in einem Alphabet zusammenfassen.
Jede alphabetische Schrift ist eine phonographische Schrift, deren Prinzip am strengsten von  der Lautschrift vertreten wird: Ein Zeichen bezeichnet einen Sprachlaut. Den Gegensatz dazu bilden die Silbenschriften, die auf visualisierten Silben (Lautkombinationen) basieren, und die logographischen Schriften, die Zeichen für semantische Einheiten (Wörter, Begriffe, „Ideen“) kennen.
Die frühesten Funde einer Alphabetschrift stammen aus Serabit el-Chadim auf der Sinai-Halbinsel. Offenbar haben dort kanaäische Wanderarbeiter die Hieroglyphen in einfache Lautzeichen ihrer Sprache übertragen. Diese Zeichen der protosinaitischen Schrift weisen große Ähnlichkeit auf mit der – erst Jahrhunderte später entwickelten – phönizischen Schrift. Von der phönizischen Schrift stammen fast alle späteren Alphabetschriften ab, darunter sämtliche modernen europäischen Alphabete einschließlich des griechischen, lateinischen und des kyrillischen. Unter den gegenwärtig gebräuchlichen Alphabetschriften geht einzig die koreanische auf eine andere Quelle zurück.

## Geschichte und Entwicklung

### Vorgeschichte
Die in Südosteuropa gefundenen Vinča-Zeichen (ca. 5300–3200 v. Chr.) waren wahrscheinlich noch keine Bestandteile eines Schriftsystems. Die ältesten nachweislichen Schriftfunde stammen von den Sumerern in Mesopotamien. Sie nutzten für Verwaltungszwecke zunächst eine Bilderschrift (ab etwa 3500 v. Chr.) sowie eine Keilschrift, die auf Tontafeln festgehalten wurde. Etwas später, um 3200 v. Chr., entstanden die ägyptischen Hieroglyphen, dann um 2300 bis 2000 v. Chr. die akkadische Silbenschrift.
Die Schwäche der früheren Schriftsysteme war ihre Kompliziertheit. Sie waren aufgrund der großen Zahl verschiedener Symbole schwer zu erlernen. Die Keilschrift umfasste bis zu 600 Zeichen, wovon die Hälfte als Silbenzeichen diente. Die Ägypter verwendeten zeitweise mehrere tausend verschiedene Hieroglyphen.

### Phönizisches Alphabet

Das phönizische Alphabet (mittlere Säule) ist die Mutter verschiedener heutiger Alphabete. V. l. n. r.: lateinisch, griechisch, phönizisch, hebräisch, arabisch.
Die modernen Äquivalente der phönizischen Buchstaben stehen auf selber Höhe wie die „Originale“ in der mittleren Spalte.
Verwandte Buchstaben sind im gleichen Farbton hinterlegt. Pfeile ordnen Buchstaben ihrem jeweiligen Äquivalent zu.

Als Ursprung der meisten späteren Alphabetschriften gilt die phönizische Schrift. Sie stammt von der protosinaitischen Schrift ab, die um 1700 v. Chr. entwickelt wurde und die Einkonsonantenzeichen der hieratischen Schrift der ägyptischen Sprache zum Vorbild hatte. Von besonderer Bedeutung ist eine Sphinx-Statue, auf die im Jahre 1905 der Ägyptologe W. M. Flinders Petrie in Serabit el-Chadim stieß. Während die Hieroglyphen auf der Sphinx die ägyptische Göttin des Türkis – Hathor – preisen, sind darunter schlichte Zeichen in den Sandstein gemeißelt worden, die die Hieroglyphen in kanaanitischen Lautzeichen übertragen und die Göttin Hathor durch „Bacalat“, die Frau des Baal, ersetzen.
Das Neue an dieser Alphabetschrift war die Reduktion der Bedeutung der Schriftzeichen auf kleinste bedeutungsunterscheidende Einheiten. Dadurch kam man mit einem vergleichsweise kleinen Satz von nur 22 Zeichen aus. Es wurden zunächst nur Konsonanten geschrieben (Konsonantenschrift). Die Lautzeichen sind vereinfachte Abbildungen der Hieroglyphen, die für mit den Buchstabennamen bezeichneten Objekte gestanden hatten (Rebus-Prinzip).

### Verwandte und Abkömmlinge
Zur wesentlich älteren ugaritischen Schrift lassen sich Bezüge herstellen, obwohl sie eine Keilschrift ist. Eng verwandt mit der phönizischen Schrift ist die althebräische Schrift, aus der sich die samaritanische Schrift abzweigte. Die althebräische Schrift wurde im 2. Jahrhundert durch die Quadratschrift ersetzt. Dies ist das bis heute gebräuchliche hebräische Alphabet.
Direkte Abkömmlinge des phönizischen Alphabets sind das altsüdarabische Alphabet, das aramäische Alphabet und das griechische Alphabet mit weiteren Abkömmlingen:
- Ein Nachfolger der altsüdarabischen Schrift ist die äthiopische Schrift.
- Aus dem aramäischen Alphabet gingen das hebräische Alphabet, das syrische Alphabet und das arabische Alphabet und zahlreiche weitere Alphabete in Kaukasien, Mittelasien und über die Brahmi-Schrift in Südasien und Südostasien hervor.
- Vom griechischen Alphabet stammen das lateinische Alphabet, das koptische Alphabet in Ägypten und das kyrillische Alphabet ab.

Die von der protosinaitischen Schrift abstammenden Alphabete der semitischen Sprachen enthielten zunächst nur Konsonanten. Für das Hebräische und Aramäische wurden allerdings schon früh He (im Wortauslaut zunächst für a, e, o, später fast nur noch für a), Waw und Jod (zunächst nur im Auslaut, später auch im Inlaut für u und o bzw. i und e) neben ihrer konsonantischen Bedeutung auch als Zeichen für lange Vokale gebraucht, im Aramäischen später auch Aleph (für a). Zur genaueren Bezeichnung der vokalisierten Aussprache wurden später u. a. für die hebräische, die syrische und die arabische Schrift verschiedene Systeme von Vokalzeichen entwickelt, meist in Form von Punkten oder Strichen über oder unter den Buchstaben.

### Ausbreitung in Europa
Um 800 v. Chr. übernahmen die Griechen das Alphabet von den Phöniziern, samt den semitischen Namen der Buchstaben. Sie erweiterten das phönizische Alphabet um weitere Zeichen, ersetzten diverse Zeichen und deuteten einige Zeichen um. Das griechische Alphabet enthielt Buchstaben für alle Vokale – es visualisierte Vokale ebenso wie Konsonanten und war damit das erste vollständige phonetische Alphabet. Die Schreibrichtung war zunächst linksläufig. Um 700 v. Chr. setzte sich auf dem griechischen Festland die Schreibrichtung von links nach rechts durch, um 500 v. Chr. auch auf Kreta.
Aus dem griechischen Alphabet entwickelte sich das altitalische Alphabet mit mehreren Varianten, darunter das etruskische Alphabet, aus diesem wiederum das lateinische Alphabet. Durch die römischen Eroberungen und die Verbreitung der lateinischen Sprache setzte sich das lateinische Alphabet in Westeuropa durch, wobei es an die jeweiligen Sprachen angepasst wurde.
Die etruskische Schrift und die lateinische Schrift der Römer kommen auch als Vorbilder der germanischen Runenschrift in Betracht. Aus der abweichenden Gestalt der Runenzeichen und Unterschieden bei der alphabetischen Anordnung (siehe Runenreihe) geht jedoch hervor, dass keine direkte Verwandtschaft besteht.
Das kyrillische Alphabet stammt vom griechischen ab. Es wurde um 900 von Schülern der byzantinischen Missionare Kyrill und Method entworfen, die die Slawenmission betrieben. Neben dem griechischen Alphabet waren auch einige Zeichen des von Kyrill und Method geschaffenen Glagolitischen Alphabets Vorbild für das Kyrillische Schriftbild.

### Ableger in Asien
Spätestens im 3. Jahrhundert v. Chr. entwickelte sich – wahrscheinlich nach einem ostaramäischen Vorbild – in Indien die Brahmi-Schrift, der Vorfahre der indischen Schriften. Die indischen Schriften weisen Merkmale von Alphabetschriften und zugleich von Silbenschriften auf, ihr Schrifttyp wird Abugida genannt.
Über Handelswege gelangten Abkömmlinge des aramäischen Alphabets bis weit nach Asien. Das syrische Alphabet pflanzte sich im sogdischen Alphabet fort und dieses im uigurischen Alphabet. Nach der Gründung des Mongolischen Reiches ließ Dschingis Khan die uigurische Schrift überarbeiten. So entstand die klassische mongolische Schrift, die heute unter anderem noch in der Inneren Mongolei (im Norden der Volksrepublik China) in Gebrauch ist.

## Systematik der Alphabetschriften
Hinsichtlich ihres Bezugs zur Phonologie lassen sich die alphabetischen Schriften nach ihrer Lauttreue wie folgt einteilen:
| Typ                       | ein Buchstabe repräsentiert: | Beispielsprache               |
| ------------------------- | ---------------------------- | ----------------------------- |
| Phonetische Schrift       | einen Laut                   | IPA                           |
| Phonemische Schrift       | ein Phonem                   | Finnisch, Türkisch, Georgisch |
| Morphophonemische Schrift | ein Morphophonem             | Deutsch, Englisch, Koreanisch |

Keine Kultur hat eine vollständige phonetische Schrift entwickelt; die einzigen funktionierenden phonetischen Schriftsysteme wurden künstlich entwickelt, beispielsweise das IPA. Ein Schriftsystem auf Basis des phonetischen Prinzips wäre als Gebrauchsorthographie unbrauchbar.